# Ascheberg (Finsterwalde)
Der Ascheberg ist eine 117,5 m ü. NHN hohe Erhebung auf der Gemarkung der Stadt Finsterwalde im Landkreis Elbe-Elster in Brandenburg. Die Erhebung liegt rund 670 m östlich des Stadtzentrums.